# 小行星26197
小行星26197（26197 Bormio）是一颗绕太阳运转的小行星，为主小行星带小行星。该小行星于1997年3月31日发现。

## 轨道参数
小行星26197的轨道半长轴为2.3416173 UA，离心率为0.233。